# ショクヨウガヤツリ
ショクヨウガヤツリ（Cyperus esculentus）は、カヤツリグサ科カヤツリグサ属の多年生植物である。栽培型には「ショクヨウガヤツリ」、雑草型には「キハマスゲ」の和名を当てることがある。しかし日本には本来分布していないはずの外来種である。

## 分布
ショクヨウガヤツリはヨーロッパ、北アフリカが原産である。
しかし、北アメリカ、南アメリカ、アフリカ、アジア、オセアニアの世界各地に移入し、分布している。

## 特徴
ショクヨウガヤツリはハマスゲよりも草丈が高く、0.3 mから1.2 mになる。小穂は黄褐色で、15個から30個の鱗片が2列に付く。地下茎は、白色と赤褐色の縞模様を呈している。
種子だけでなく、塊茎によっても繁殖し、1個の塊茎から600個の塊茎が生産されるほど繁殖力が強い。

## 外来種問題

### 世界の動向
地中海沿岸域や西アフリカなどでショクヨウガヤツリは、その塊茎を食用にするために栽培されているのに対して、多くの地域では防除の難しい雑草として問題化している。

### 日本の動向
日本でショクヨウガヤツリは、1980年頃に栃木県の那須の酪農家の圃場で、除草剤に著しく抵抗力のあるカヤツリグサ類として初めて確認された。その後も、1986年に石川県で、1988年に京都府で、1990年に熊本県で次々と生育していることが判明した。現在は東北地方南部から四国・九州までの各地に分布が拡大している。なお、された乾草に混入していたために、移入されたと考えられている。
日本では、トウモロコシ畑や水田に侵入して問題を起こしている。また、病害虫の観点からも問題視されており、様々な感染症を伝播させ、日本では同じく外来種のイネミズゾウムシが本種に好んで産卵することが報告されている。このようなこともあり、日本では外来生物法により要注意外来生物に指定されている。

## 利用

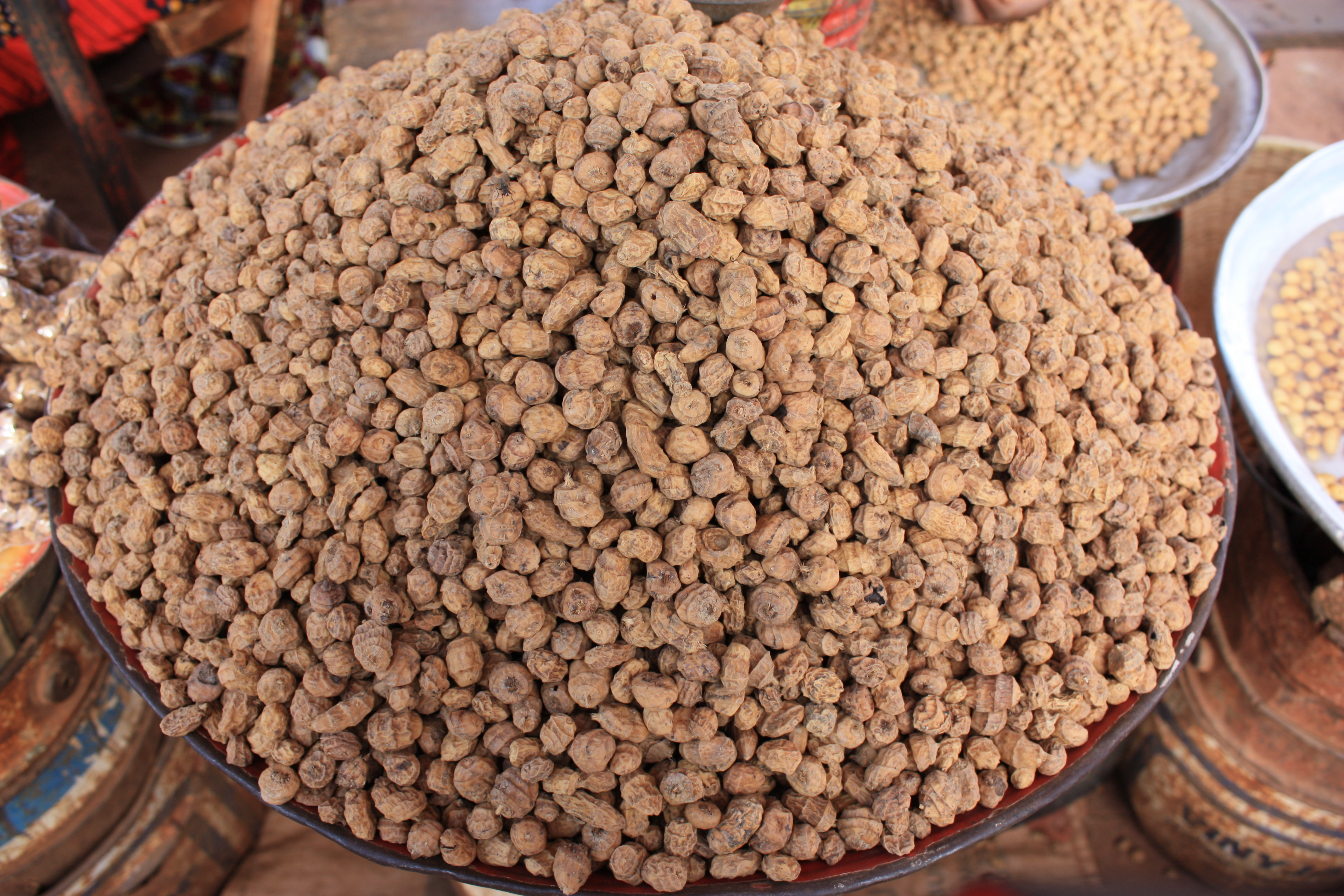
タイガーナッツ

ショクヨウガヤツリの塊茎は食用にできることもあり、本種と人間の関わりは非常に歴史が古い。古代エジプトでは珍重され、食後のデザートや大麦の飲料に甘みを加えるために用いられたと言われており、実際に墓から塊茎が発掘されている。さらに、地中海沿岸域や西アフリカなどでは、塊茎を食用にするために今日でも栽培されており、オルチャータの材料とされることもある。また、近年ではタイガーナッツ（Tiger Nuts）と呼ばれ、健康食品として注目されている。

## 変種
ショクヨウガヤツリには幾つかの変種が知られている。
- Cyperus esculentus var. esculentus
- Cyperus esculentus var. hermannii
- Cyperus esculentus var. leptostachyus
- Cyperus esculentus var. macrostachyus
- Cyperus esculentus var. sativus